# 中島明彦

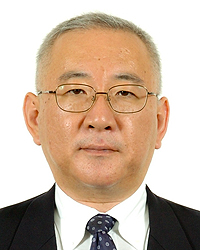
内閣官房副長官補時の肖像写真

中島 明彦（なかじま あきひこ、1957年12月3日 - ）は、日本の防衛官僚。2018年12月より、在アラブ首長国連邦大使を務めた。

## 人物
岡山県出身。甲陽学院高等学校を経て、東京大学法学部第2類（公法コース）卒業。東大法学部第2類在学中に国家公務員上級（法律）試験を合格。

## 略歴
- 1981年 防衛庁入庁 防衛局計画官付
- 1996年 長官官房企画官
- 1998年 長官官房企画官（兼）防衛局調査課情報室長
- 1999年 運用局指揮通信課長
- 2002年 防衛施設庁業務部業務企画課長
- 2003年 防衛施設庁施設部施設企画課長
- 2005年 防衛施設庁業務部業務調整官
- 2007年 大臣官房審議官
- 2008年 外務省大臣官房審議官
- 2010年 地方協力局次長
- 2011年 内閣府大臣官房遺棄化学兵器処理担当室長
- 2013年 運用企画局長
- 2014年 地方協力局長
- 2016年 内閣官房副長官補（兼）国家安全保障局次長（兼）内閣サイバーセキュリティセンター長
- 2018年 在アラブ首長国連邦大使[2]
- 2021年 辞職